# Panné samet

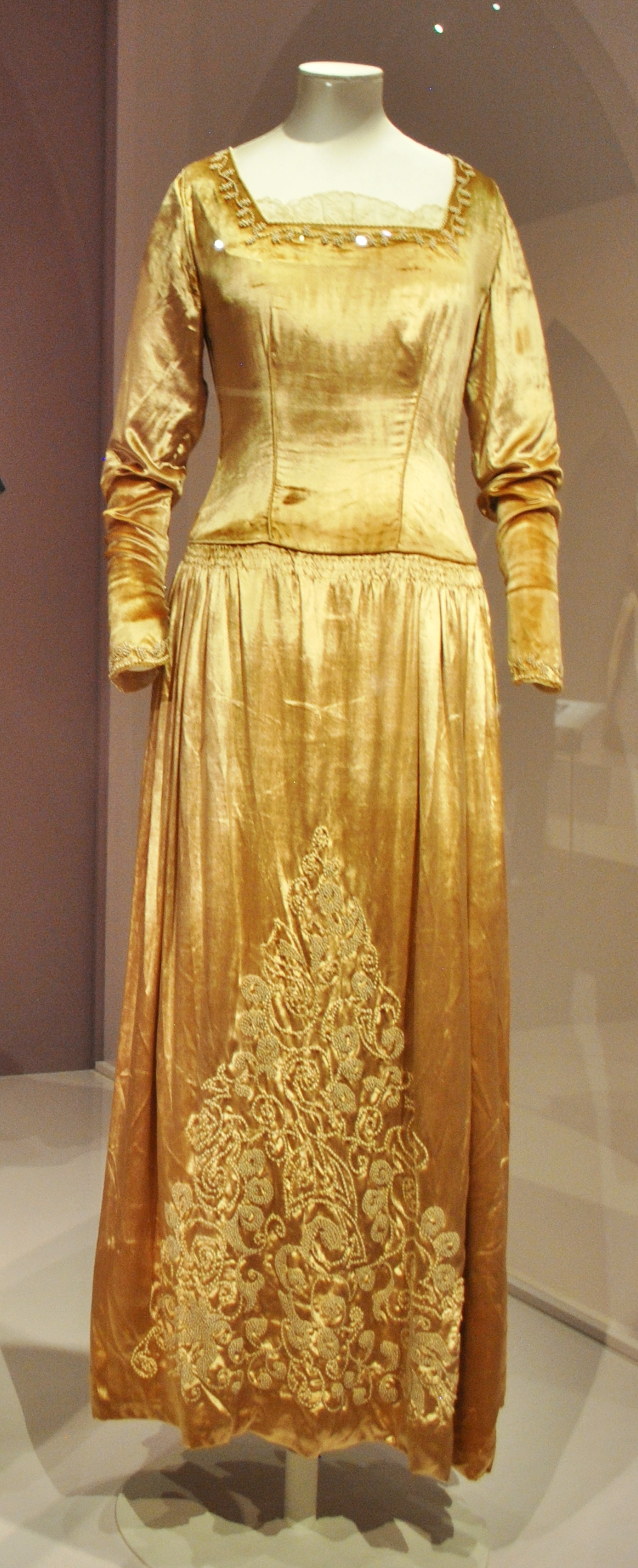
Svatební šaty z panné sametu z roku 1927

Panné samet (angl.: panne velvet, něm.: Felbel)
je obchodní označení textilie s jednostranným, řezaným, velmi řídkým vlasem. Charakteristický je velmi lesklý povrch, který se dosahuje horkým lisováním vlasu.
Vyrábí se
- jako osnovní pletenina, u které výchozím materiálem jsou většinou syntetické filamenty, v obchodě se však někdy nabízí pod označením hedvábný samet.

Použití: svrchní ošacení a karnevalové kostýmy, závěsy nebo
- jako sametová tkanina se základem tkaným z bavlněné příze a vlasem z viskózových filamentů , příp. s efekty z lurexu nebo z páskové příze.

Použití: večerní šaty a kostýmy 
Tkaná varianta je také panné atlas („zrcadlový atlas“), který se vyrábí jako imitace pravého panné ve vazbě osmi- až desetivazného atlasu s použitím na klobouky, límce apod.